# Pinus yunnanensis
El Pi de Yunnan (Pinus yunnanensis) és una espècie de conífera de la família Pinaceae endèmica de Yunnan (Xina).

## Descripció
El pi de Yunnan és un arbre de creixement ràpid, port arribar a tenir un creixement de 35 cm de llargada en un sol any. Les seves fulles es presenten en fascicles de 2 a 3, 15 a 20, amb una longitud de 30 cm.
Les seves pinyes fan uns 10 cm de llargada, són de color marró clar i es disposen en grups de 2 a 5, s'obren al segon estiu del seu creixement. (Farjon 1984).
N'hi ha dues varietats reconegudes,
- Pinus yunnanensis Franch. var. pygmaea (Hsueh) Hsueh
- Pinus yunnanensis Franch. var. tenuifolia Cheng et Y. W. Law